# Гринёв, Михаил Васильевич
Михаил Васильевич Гринёв (18 января 1929 — 29 августа 2019) — доктор медицинских наук, профессор. Заслуженный деятель науки Российской Федерации, действительный член Петровской академии наук и искусств. Почётный доктор Санкт-Петербургского научно-исследовательского института скорой помощи им. И. Джанелидзе, с 1984 по 1997 год — директор Санкт-Петербургского  НИИ СП им. И. И. Джанелидзе.

## Биография
В 1954 году с отличием окончил военно-морской факультет Первого Ленинградского медицинского института имени академика И. П. Павлова и 4,5 года служил на Дальнем Востоке (начальник медицинской службы; начальник базового лазарета). В 1959 году по рекомендации начальника кафедры военно-морской и госпитальной хирургии Е. В. Смирнова поступил в клиническую ординатуру Военно-медицинской академии имени С. М. Кирова. В 1963 году защитил кандидатскую диссертацию («Роль  мышечного  лоскута  в  заживлении остеомиелитических  полостей»), в 1970 — докторскую: «Хронический  остеомиелит (материалы к патогенезу, клинике, диагностике, лечению и профилактике)» . С 1974 по 1978 год — главный хирург Северной группы войск. В течение двадцати одного года преподавал в Военно-медицинской академии им. С. М. Кирова. С 1984 по 1997 год — директор НИИ скорой помощи имени И. И. Джанелидзе. С 1997 года — главный научный сотрудник государственного учреждения «Санкт-Петербургский  научно-исследовательский  институт скорой помощи имени И. И.Джанелидзе».

## Научная деятельность
Автор шести монографий, 380 печатных работ, 15 из которых опубликованы в зарубежных журналах. Под руководством М. В. Гринёва было защищено 17 докторских диссертаций. Он многократно выступал с научными докладами на международных форумах (в США, Италии, Греции, Югославии). Гринёв М. В. внёс большой вклад в разработку проблемы сепсиса, патогенеза критических состояний на основе микроциркуляторных нарушений. Предложил теорию патогенеза гематогенного остеомиелита; доказал роль мышечного лоскута как биологического дренажа при пластике костных полостей; впервые предложил концепцию повышения внутрикостного давления при остеомиелите и на этой основе разработал технологию остеоперфорации, ставшей результативной при лечении остеомиелита у детей; сформулировал представление о шоке различной этиологии как едином патогенетическом процессе; представил патогенетическую модель некротизирующего фасциита и гангрены Фурнье (монография «Некротизирующий фасциит», изданная в 2008 году, не имеет аналогов).
Предложена концепция и разработана технология циторедуктивных операций  онкологических больных IV степени. По данной проблеме в 2002 году была подана монография «Циторедуктивная хирургия», не имеющая аналогов и выдержавшая два издания.
Автор главы «Scoraja in Russia» в уникальном международном энциклопедическом издании «Principles  and  Practice of Emergency Medicine».

## Звания и награды
- Заслуженный деятель науки Российской Федерации[2].

## Память
- В 1999 году одной из малых планет Солнечной системы (№ 6214) присвоено имя «Михаилгринев».

## Труды
- Остеомиелит: монография / Михаил Васильевич Гринёв. — Л.: Медицина, 1977. — 152 с.
- Селезнёв С. А., Назаренко Г. И., Гринёв М. В. Лечение пострадавших с травмами на этапах медицинской эвакуации. — Кишинёв: Штиинца, 1990.- 197 с.
- Гринёв М. В., Абдусаматов Ф. Х. Циторедуктивные операции в лечении колоректального рака 4 стадии // Вестн. хирургии им. И. И. Грекова. — М, 1998. — Т. 157. — № 6. — С. 29—33.
- Циторедуктивная хирургия / М. В. Гринёв. — СПб.: Гиппократ, 2003. — 91 с.
- Некротизирующий фасциит / М. В. Гринёв, К. М. Гринёв. — СПб.: Изд-во «Гиппократ», 2008. — 119 с.
- Патогенетические аспекты критических состояний в неотложной хирургии] = Pathogenetical aspects of critical states in emergency surgery /  М. В. Гринёв // Вестник хирургии им. И. И. Грекова. — 2009. — Т. 168. — № 1. —  С. 9—13.